# Solţān Aḩmadlū
Solţān Aḩmadlū (persiska: سلطان احمدلو, Qeshlāq-e Aḩmadī, قِشلاقِ اَحمَدی) är en ort i Iran.   Den ligger i provinsen Markazi, i den centrala delen av landet, 80 km sydväst om huvudstaden Teheran. Solţān Aḩmadlū ligger 1 233 meter över havet och antalet invånare är 173.
Terrängen runt Solţān Aḩmadlū är platt åt nordväst, men åt sydost är den kuperad. Terrängen runt Solţān Aḩmadlū sluttar norrut.Runt Solţān Aḩmadlū är det ganska tätbefolkat, med 111 invånare per kvadratkilometer. Närmaste större samhälle är Parandak, 13,6 km nordväst om Solţān Aḩmadlū. Omgivningarna runt Solţān Aḩmadlū är i huvudsak ett öppet busklandskap.